# Birkî, Cernihiv
Birkî (în ucraineană Бірки) este un sat în comuna Plohiv din raionul Cernihiv, regiunea Cernihiv, Ucraina.

## Demografie
Componența lingvistică a localității Birkî
     Ucraineană (94,52%)
     Rusă (5,48%)
Conform recensământului din 2001, majoritatea populației localității Birkî era vorbitoare de ucraineană (94,52%), existând în minoritate și vorbitori de rusă (5,48%).